# Dehaasia lancifolia
Dehaasia lancifolia är en lagerväxtart som beskrevs av Henry Nicholas Ridley. Dehaasia lancifolia ingår i släktet Dehaasia och familjen lagerväxter. Inga underarter finns listade i Catalogue of Life.